# Barrage de Damsa
Le barrage de Damsa est un barrage en Turquie. la rivière de Damsa (Damsa Çayı) est un affluent du fleuve Kızılırmak

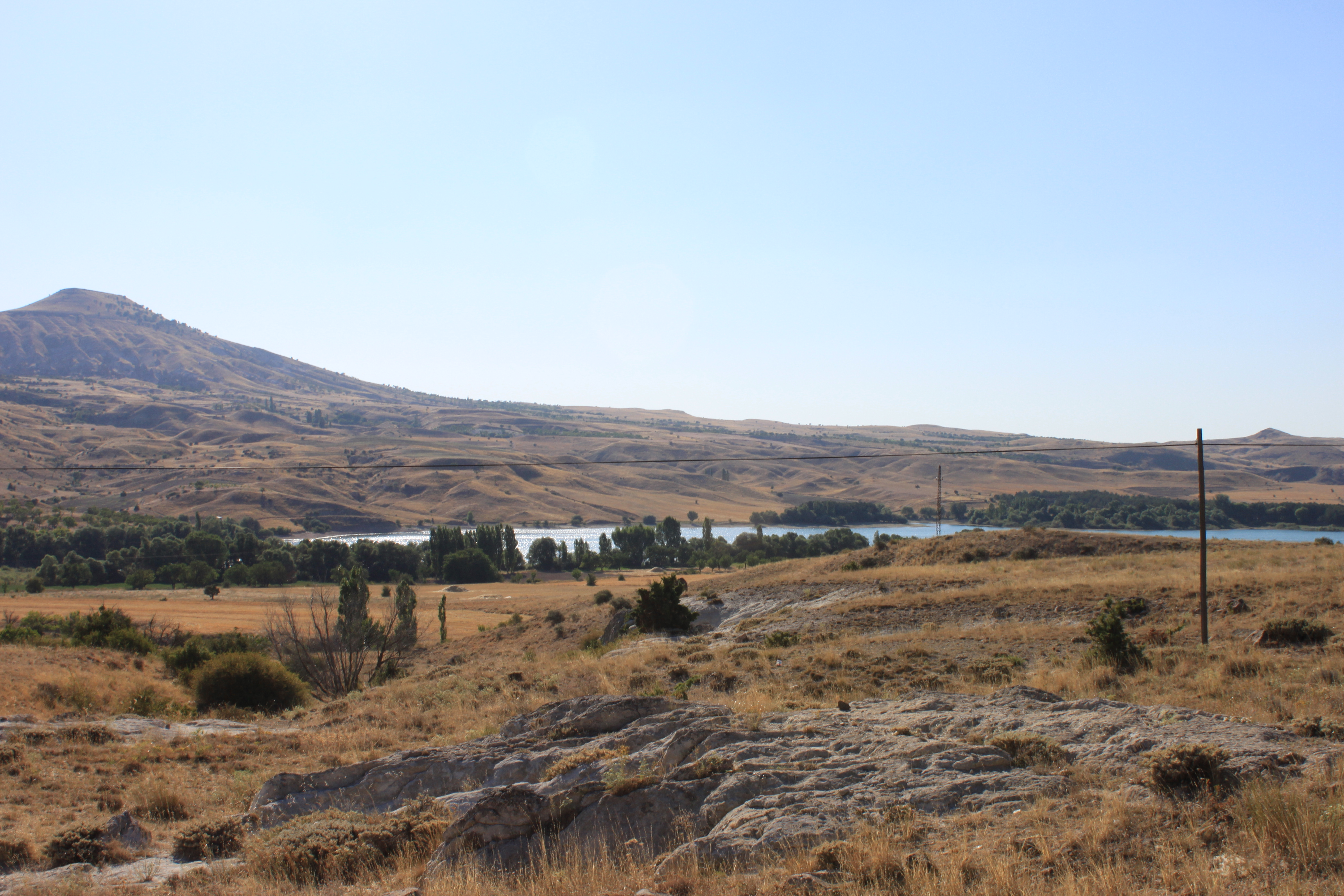
Lac de Damsa, Mustafapaşa, Departement Ürgüp

## Sources
- (en) « Damsa Dam », sur Agence gouvernementale turque des travaux hydrauliques (DSİ)